# A Tale Of Decadence
A Tale Of Decadence es el primer álbum de estudio de la banda de metal brasileña Ecliptyka, lanzado en Brasil el 19 de marzo de 2011 a través del sello discográfico Die Hard Records. 
El álbum fue grabado y mezclado en el estudio de Mark Monegatto, MarkStudio en Jundiaí, San Pablo, producido por Mark Monegatto, Guilherme Bollini y Helio Valisc, las voces fueron realizadas por Helena Martins y Ronnie Kneblewski y remasterizado por Brendan Duffey (Angra, Almah y Torture Squad) en el Studio Norcal en San Pablo. El álbum cuenta con la participación de Marcelo Carvalho (Hateful) en las voces de la canción "We Are the Same" y Danilo Herbert (Mindflow) en la voz de las canciones "Berço Esplêndido" y "Splendid Cradle".
Este álbum es conceptual, con canciones que hablan de la destrucción del planeta por la crueldad humana hacia los animales, la política y la guerra. Las letras están diseñadas para difundir estos temas, que son hoy en día urgentes, y pretenden hacer que se les preste más atención a ellos por el público. En diciembre de 2011, el grupo lanzó un videoclip de la canción "We Are The Same" con la participación de Marcelo Carvalho.

## Lista de canciones
Todas las canciones escritas y compuestas por Ecliptyka. 
| A Tale Of Decadence |                                          |          |  |
| N.º                 | Título                                   | Duración |  |
| 1.                  | «The Age Of Decadence»                   | 1:36     |  |
| 2.                  | «We Are The Same» (con Marcelo Carvalho) | 4:21     |  |
| 3.                  | «Splendid Cradle» (con Danilo Herbert)   | 4:59     |  |
| 4.                  | «Fight Back»                             | 5:43     |  |
| 5.                  | «Dead Eyes»                              | 5:42     |  |
| 6.                  | «Echoes From War»                        | 1:12     |  |
| 7.                  | «Hate»                                   | 3:51     |  |
| 8.                  | «Why Should They Pay?»                   | 4:28     |  |
| 9.                  | «Look at Yourself»                       | 4:09     |  |
| 10.                 | «I've Had Everything»                    | 4:45     |  |
| 11.                 | «Unnatural Evolution»                    | 2:52     |  |
| 12.                 | «Eyes Closed»                            | 4:45     |  |
| 13.                 | «Berço Esplêndido» (Bonus Track)         | 5:23     |  |

### Videoclips
| Año  | Título            | Álbum               |
| ---- | ----------------- | ------------------- |
| 2011 | "We Are The Same" | A Tale Of Decadence |

## Personal
- Helena Martins - vocales
- Guilherme Bollini - guitarra y guturales
- Helio Valisc - guitarra
- Eric Zambonini - bajo
- Tiago Catalá - batería